# Colonnella
Colonnella est une commune de la province de Teramo, dans les Abruzzes, en Italie.

## Administration
| Période                                  | Période  | Identité      | Étiquette       | Qualité |
| ---------------------------------------- | -------- | ------------- | --------------- | ------- |
| 30 mai 2006                              | En cours | Marco Iustini | Centro-Sinistra |         |
| Les données manquantes sont à compléter. |          |               |                 |         |

### Hameaux
Civita, San Giovanni, San Martino, Vallecupa, Vibrata.

### Communes limitrophes
Alba Adriatica, Controguerra, Corropoli, Martinsicuro, Monteprandone (AP).